# Катержина Тучкова
Катержина Тучкова (31 жовтня 1980, Брно) — чеська новелістка та куратор, авторка бестселера «Житковські богині».

## Біографія
Тучкова народилась в Брно і провела своє дитинство в Південно-моравському селі Моутніце. Будучи підлітком Тучкова з мамою переїхала до Куржіму. Майбутня письменниця навчалась в Гімназії Капітана Яроша та здобула академічний ступінь в галузі історії мистецтва, чеської мови та літератури на факультеті мистецтв Масарикового університету в Брно. 2004 року Тучкова заснувала проєкт ARSkontakt — щорічну виставку робіт її покоління.
З 2006 року Тучкова працює у Брно куратором в некомерційній галереї, яка займається мистецтвом молоді. Тучкова також навчається в Інституті Історії Мистецтва Карлового університету в Празі.

## Творчість
Кураторська кар'єра
Тучкова створює виставки в Чехії та закордоном.
- Transfer — виставка, яка пройшла в White BOX Gallery, Мюнхен (2007) та Bohemian National Hall в Нью-Йорку (2008)
- Our House Is Your House — Geh8 Gallery, Дрезден (2010)

Роботи про сучасне чеське мистецтво
- Nová trpělivost: Hranice ustupují (2007)
- Slovem i obrazem (2008)
- Normální malba (2009)

Інші
- Můj otec Kamil Lhoták — син Каміла Лготака розказує про свого сина.
- Věra Sládková, prozaické dílo — публікація про прозу Вєри Сладкової

## Художні книжки
- Montespiáda (2006)
- Vyhnání Gerty Schnirch (2009) — здобула нагороду Магнезія Літера та номінована на нагороду Ортена.
- Žítkovské bohyně (2012) — нагорода Йозефа Шкворецького та Магнезія Літера — приз читацьких симпатій. 2014 року книгу «Житковські богині» видано українською.